# Universidad Autónoma de Madrid

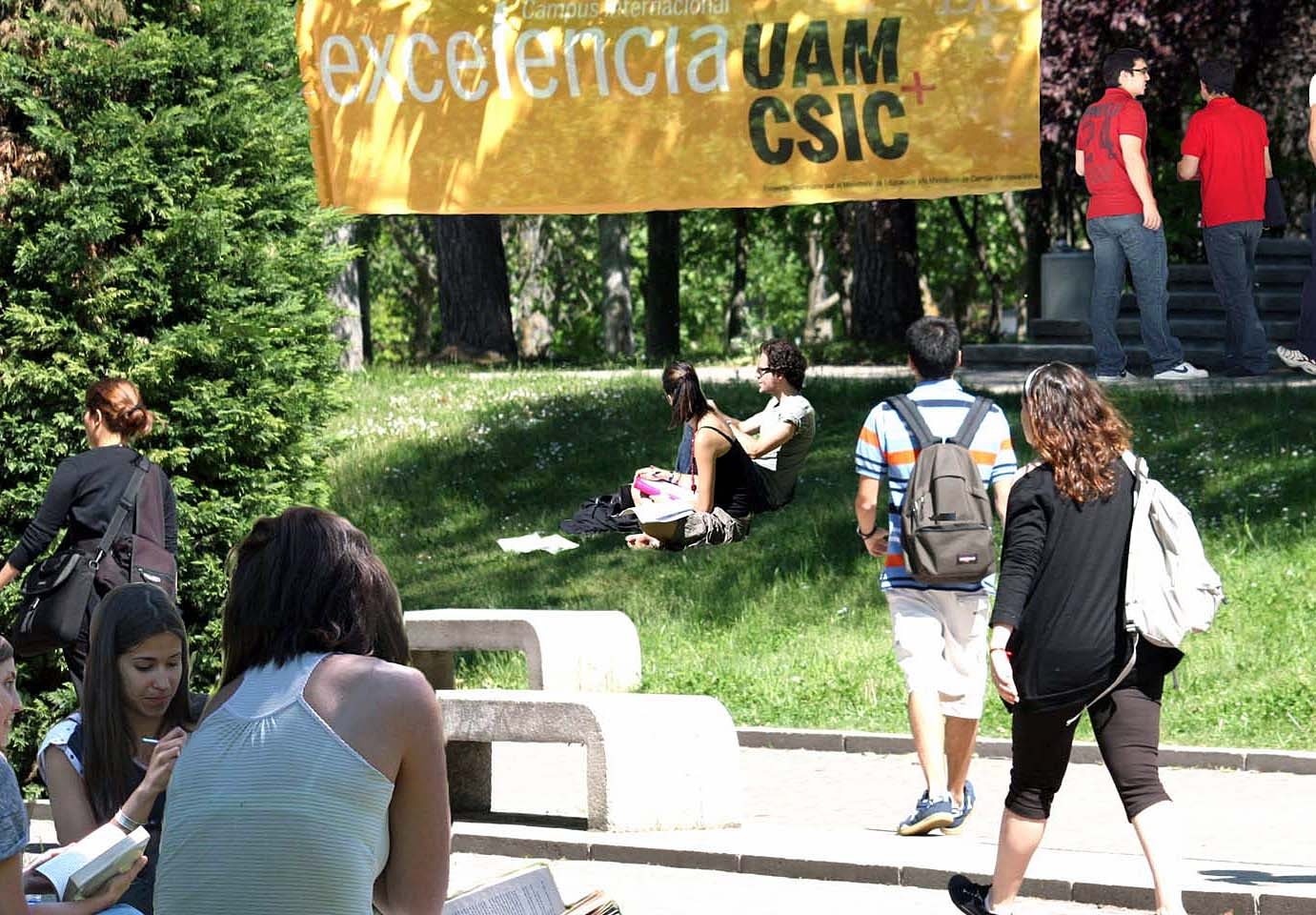
CampusUAM

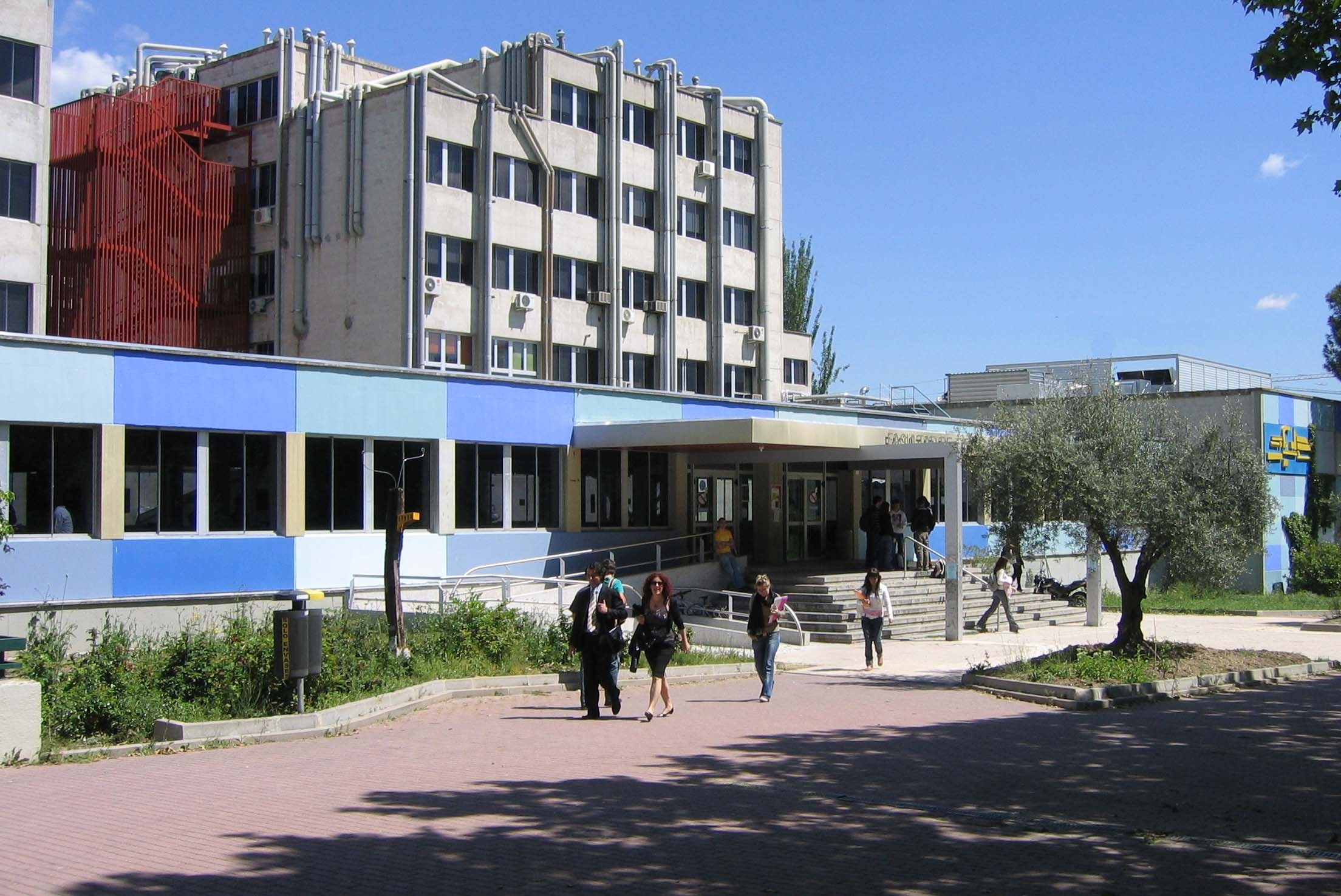
Facultad de Ciencias

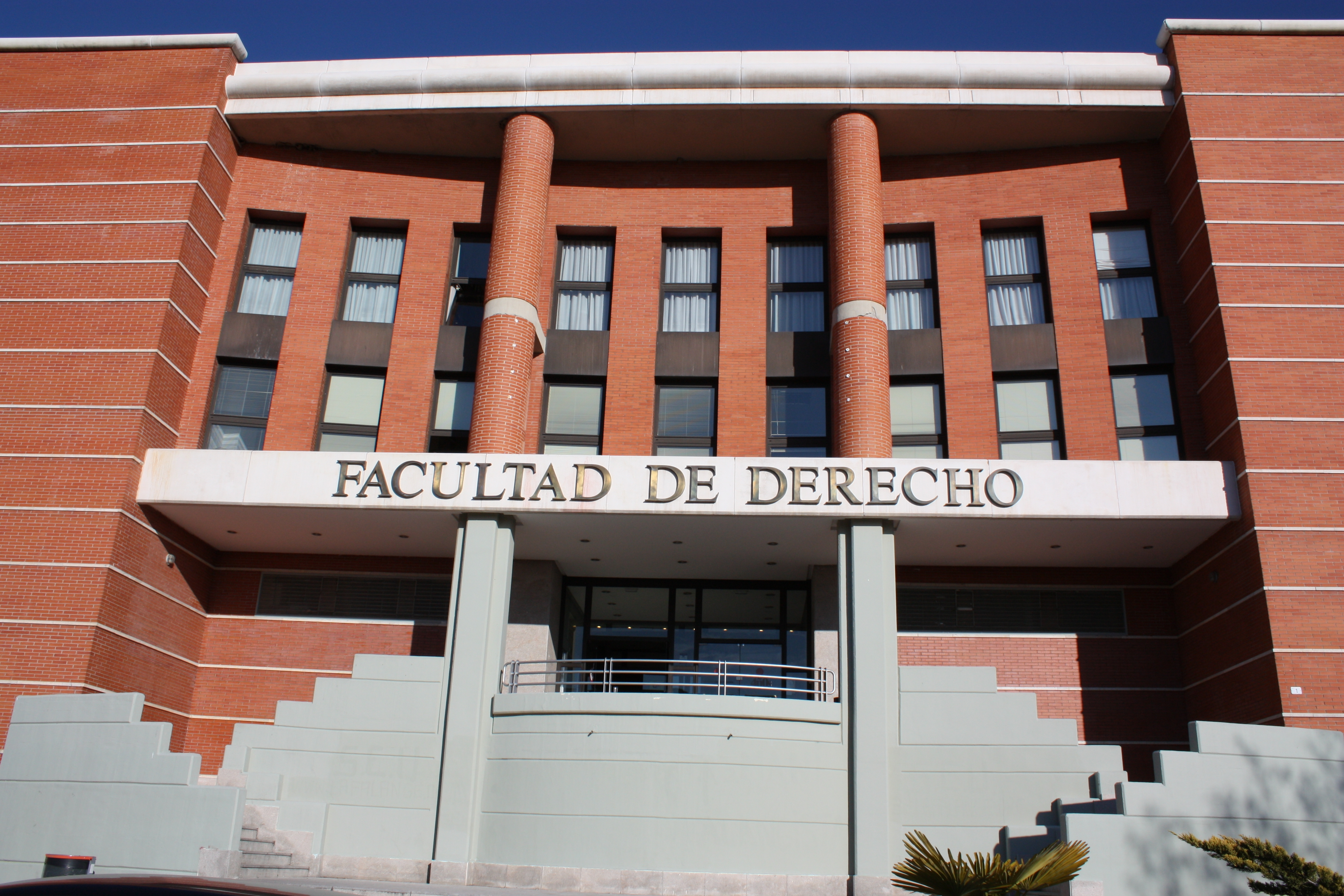
Facultad de Derecho

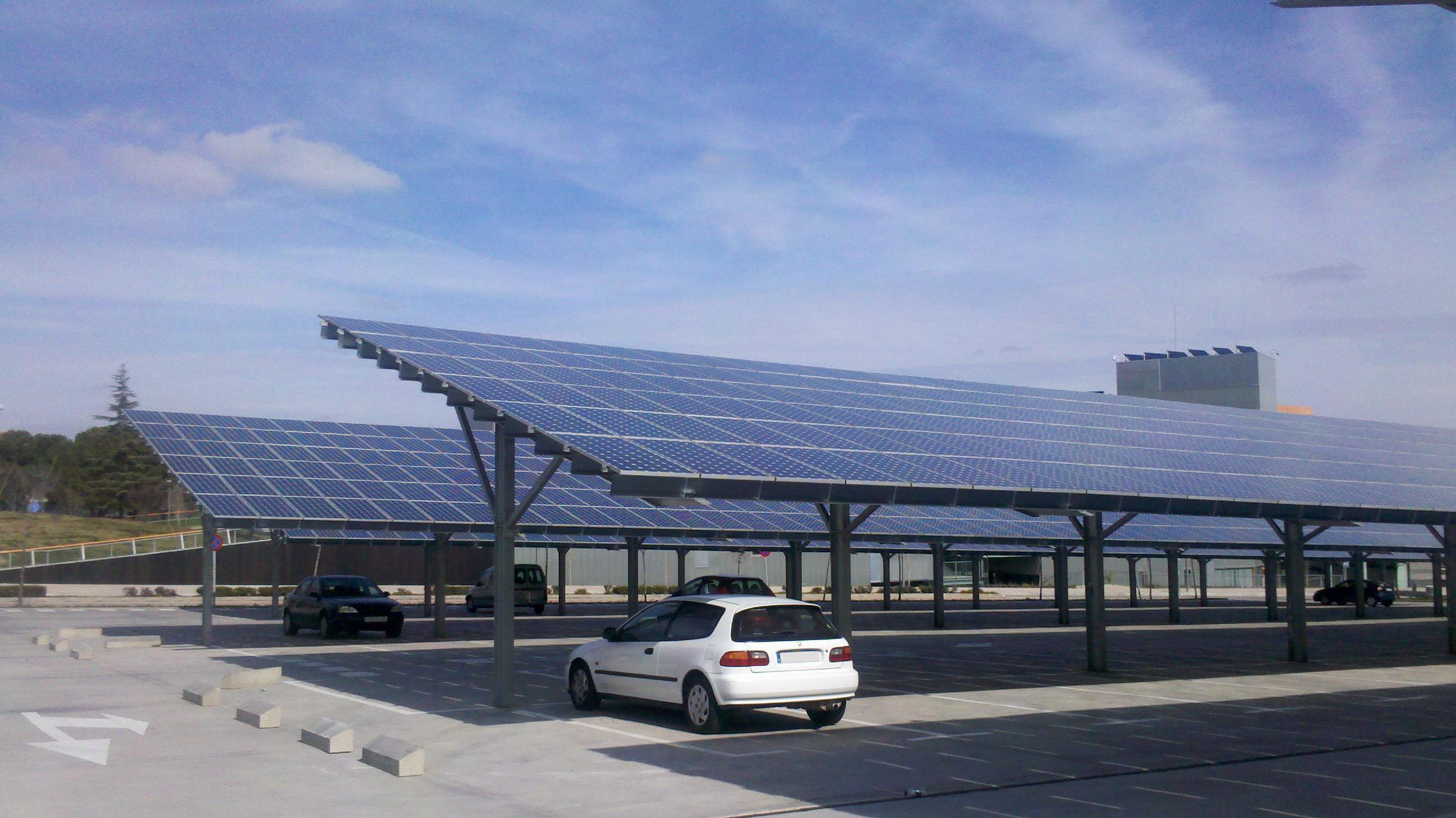
Marquesina solar fotovoltaica situada en el aparcamiento de la Universidad Autónoma de Madrid.

La Universidad Autónoma de Madrid (UAM) es una universidad pública española ubicada en Madrid y fundada en 1968. Se encuentra posicionada como la mejor universidad de España, en particular su Facultad de Derecho seleccionada como #1 por el ranking del diario El Mundo (“Las 50 Carreras").
En el mismo ranking de (“Las 50 Carreras") de El Mundo del año 2024 se situó como la 4.º mejor universidad de España con 20 grados entre los mejores de España en el citado ranking, destacando en primera posición las facultades de Derecho, Física y Psicología.
La UAM es una de las seis universidades públicas de la Comunidad de Madrid junto a la Universidad Complutense de Madrid, la Universidad Carlos III de Madrid, la Universidad Politécnica de Madrid, la Universidad de Alcalá y la Universidad Rey Juan Carlos.
Situada sistemáticamente en los primeros puestos de los rankings por su excelencia docente e investigadora, la UAM es la Mejor Universidad de Madrid y la segunda de España según el QS Ranking 2022 y está entre las 400 mejores universidades del mundo según el Academic Ranking of World Universities (ARWU) o Ranking de Shanghái 2021. 
Al igual que la Universidad Autónoma de Barcelona y la Universidad de Bilbao (posteriormente denominada Universidad del País Vasco), la Universidad Autónoma de Madrid nació gracias al Decreto-ley 5/1968. Esta reforma fue llevaba a cabo por el entonces ministro de Educación y Ciencia, José Luis Villar Palasí, para permitir una reestructuración universitaria. Su denominación oficial como "Universidad Autónoma de Madrid" aparece en una Orden del Ministerio de Educación y Ciencia de 13 de agosto de 1968.
La UAM se creó para paliar el problema de la masificación en las aulas universitarias. La primera facultad en construirse fue la de Medicina, que se ubicó junto al recientemente inaugurado Hospital La Paz. Las facultades de Filosofía y Letras, Ciencias Económicas y Empresariales, y de Ciencias son las más antiguas del campus de Cantoblanco, cuyo diseño arquitectónico fue ideado, al igual que la ubicación del campus, a imitación de las universidades anglosajonas.

## Campus
Su campus principal se encuentra en Cantoblanco, en el distrito Fuencarral-El Pardo de Madrid. Cuenta con 2 252 000 m² de superficie total. Se inauguró el 25 de octubre de 1971, y es considerado uno de los 24 campus medioambientalmente sostenibles del mundo.

### Accesos
- Campus de Cantoblanco. El campus de Cantoblanco se encuentra a 15 km de la ciudad de Madrid (del kilómetro cero de Puerta del Sol; tomando como referencia barrios del norte de Madrid, como Las Tablas, Montecarmelo o Sanchinarro, dicho campus se halla a unos 4 o 5 km).
- Campus de Medicina. La facultad de Medicina se encuentra en las inmediaciones del Hospital Universitario La Paz, en la zona norte de Madrid.

### Colegios mayores y residencias
- La UAM dispone de un colegio mayor de gestión propia, el Colegio Mayor Universitario Juan Luis Vives: Está ubicado en la calle Francisco Suárez 7, en el distrito de Chamartín. Cuenta con 123 habitaciones para estudiantes de grado, posgrado o profesores.
- Residencia Erasmo: De gestión privada, está ubicada en el propio campus de la Universidad. Fue inaugurada en el año 2004 y ampliada en 2008. Cuenta con 765 habitaciones para estancias diarias, semanales o durante todo el curso.
- Dos colegios mayores adscritos:
  - Colegio Mayor Santillana: Situado en la calle Marbella 60, en el barrio residencial de Mirasierra.
  - Colegio Mayor Somosierra: Situado en la calle Pablo Vidal 6.
- Y una residencia mixta, subvencionada por la Comunidad de Madrid:
  - Residencia Ciudad Escolar-San Fernando. Cuenta con 200 habitaciones, tanto dobles como individuales. Está localizada en la carretera de Colmenar Viejo, km 12,8 en el recinto educativo Ciudad Escolar, aproximadamente a 5 minutos del campus de la UAM.

### Transporte público
El campus cuenta con multitud de accesos mediante tren y bus desde distintos puntos de la Comunidad de Madrid. 
En autobús, la línea 714 conecta el intercambiador de Plaza de Castilla con el campus en aproximadamente 15 minutos de lunes a sábados laborables (sábados solo por la mañana y con una frecuencia de un bus cada media hora). La frecuencia varía dependiendo de la hora del día, pero generalmente suele estar en torno a los 10 minutos. Las líneas 827, 827A y 828 también se meten dentro del campus procedentes de municipios cercanos como Tres Cantos, Alcobendas y San Sebastián de los Reyes, solo de lunes a viernes. También hay de lunes a viernes expediciones de la VAC-246, ruta de largo recorrido que enlaza a los estudiantes del campus con Segovia.
A las afueras del campus, en la vía de servicio de la M-607 paran más líneas de autobuses como la 712, 713, 716 y 717, que se dirigen a Tres Cantos; la 721, 722, 724, 725  y 726, que se dirigen a Colmenar Viejo y otros pueblos de la zona como Miraflores de la Sierra o Manzanares el Real y la 876, que se dirige a Cerceda, Moralzarzal y Collado Villalba.
Por otro lado, también se puede acceder al campus por tren mediante la estación de Cantoblanco - Universidad, perteneciente a la línea C-4, desde donde se puede acceder directamente desde municipios como Parla o Getafe, y estando Cantoblanco del intercambiador de Chamartín a menos de 15 minutos.

## Facultades y escuelas
Cuenta con siete facultades y una escuela:
- Facultad de Ciencias
- Facultad de Derecho
- Facultad de Filosofía y Letras
- Facultad de Psicología
- Facultad de Medicina
- Facultad de Ciencias Económicas y Empresariales
- Facultad de Formación de Profesorado y Educación
- Escuela Politécnica Superior

### Centros adscritos
Tiene cuatro centros adscritos:
- Centro Superior de Estudios Universitarios La Salle
- Enfermería de la Cruz Roja
- Enfermería de la Fundación Jiménez Díaz
- Fisioterapia de la ONCE

### Otros centros
- Centro de Biología Molecular Severo Ochoa (CBMSO)
- Centro de Documentación y Estudios para la Historia de Madrid
- Centro de Estudios de Asia Oriental;
- Centro de Computación Científica
- Centro de Micro-Análisis de Materiales
- Centro de Psicología Aplicada
- Centro de Teoría Política
- Centro Internacional Carlos V
- Centro Superior de Estudios de Asiriología y Egiptología
- Centro Superior de Investigación y Promoción de la Música
- Centro de Farmacología Clínica
- Escuela de Gemología
- Escuela de Inteligencia Económica de la UAM (La_SEI)
- Escuela de Periodismo UAM/El País
- Fundación interuniversitaria Fernando González Bernáldez
- Instituto de Ciencias Forenses y de la Seguridad (ICFS)
- Instituto de Ciencias Matemáticas
- Instituto de Física Teórica
- Instituto de Ingeniería del Conocimiento;
- Instituto de Investigaciones Biomédicas Alberto Sols
- Instituto Universitario La Corte en Europa (IULCE)
- Servicio de Cartografía
- Servicios Generales de Apoyo a la Investigación Experimental (SEGAINVEX);
- Taller de Microelectrónica]
- Taller de Estudios Internacionales Mediterráneos

## Biblioteca y archivo

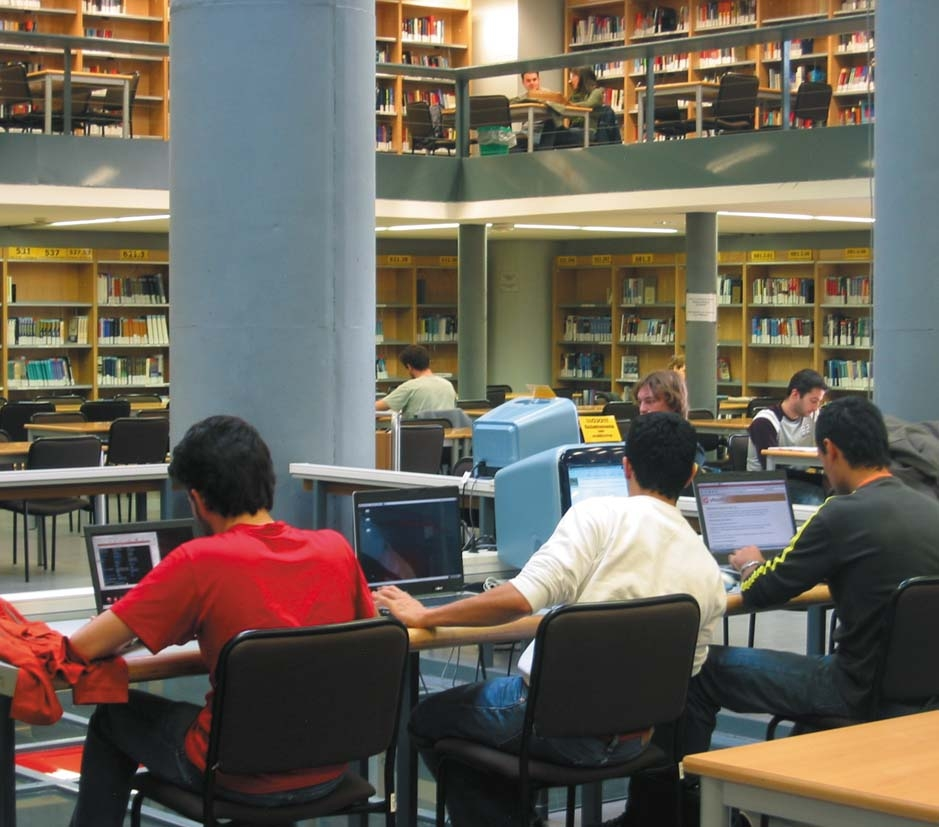
Biblioteca UAM

Ocho bibliotecas de facultad y diversos centros de documentación prestan servicio a toda la comunidad universitaria, proporcionando aquellos recursos de información necesarios para el desarrollo de la investigación, la docencia y el estudio:
- Biblioteca de Ciencias
- Biblioteca de Derecho
- Biblioteca de Económicas
- Biblioteca de Educación
- Biblioteca de Humanidades
- Biblioteca de Medicina
- Biblioteca de Psicología
- Biblioteca Politécnica

A estos puntos de servicio se suman otros centros especializados: Archivo, Cartoteca Rafael Más, Centro de Documentación de Espacios Naturales, Centro de Documentación Estadística y Centro de Documentación Europea.
Además, la Biblioteca y Archivo pertenece al Consorcio Madroño de Bibliotecas Universitarias de Madrid, lo que permite acceder a todos sus usuarios a los recursos de información que se adquieren consorciadamente con estas bibliotecas, así como a los servicios que se articulan de forma cooperativa. También es miembro de REBIUN (Red de Bibliotecas Universitarias Españolas) y de otras asociaciones profesionales: IFLA (Federación Internacional de Asociaciones e Instituciones de Biblioteca), Liber (Ligue des Bibliothèques Européennes de Recherche) y Sedic.
Desde 2002, la biblioteca y archivo de la UAM enfatiza su calidad a través de informes de evaluación (EBA, 2024) , planes estratégicos y políticas de gestión para mejorar continuamente sus servicios.

## Museos
La Universidad Autónoma cuenta con tres museos:
- Museo de Artes y Tradiciones Populares y el Gabinete de Antropología y Folclore Árabe e Islámico, coordinados por el Centro Cultural La Corrala
- Museo de Mineralogía
- Museo de la Escuela Politécnica Superior

## Lema
El lema de la Universidad es la frase latina Quid Ultra Faciam? (¿Qué más debemos hacer?). Este lema se ha usado para titular el libro que recoge trabajos de los 25 años de existencia de la Universidad y que se llama Quid ultra faciam? Trabajos de griego, latín e indoeuropeo en conmemoración de los 25 años de la Universidad Autónoma de Madrid.

## Símbolos
La Universidad dispone de cuatro símbolos: el escudo, la bandera, logotipo y el sello. El escudo, según recoge el artículo 5 de los estatutos de la UAM, debe ser un «escudo partido, coronado con corona de oro, de nueve flores de lis. En el cuartel derecho, sobre campo de gules, campeará un flamero de oro con tres llamas de plata; en el cuartel izquierdo, sobre campo de plata, campeará un oso rampante sobre un madroño. Irá rodeado por una laurea y en la parte inferior de la misma llevará una filacteria con la divisa Quid ultra faciam?». A partir de este escudo se componen la bandera y el sello. La bandera será verde con el escudo en el centro, mientras que el sello reproducirá el escudo.

## Clasificación académica de universidades
Consideración según las clasificaciones académicas de universidades:	
- Academic Ranking of World Universities [ARWU] (2016): Entre el puesto 201 y el 300 en el ranking mundial de universidades; la segunda de las españolas en el ranking. Por áreas de estudio (2016): Entre el puesto 101-150 en Ciencias Naturales y Matemáticas. Por disciplinas de estudio (2015/16): Entre el puesto 51-75 en Matemáticas; y en Física; 301-400 en Ciencias e Ingeniería Medioambiental; y en Ciencias e Ingeniería de Materiales[18]
- QS World University Rankings (2016): Posición 210 en el ranking mundial de universidades; Posición 3 entre las universidades españolas; Posición 11 entre las 50 mejores universidades menores con menos de 50 años. Por áreas de estudio (2015): Posición 149 en Artes y Humanidades;  234 en Ingeniería y Tecnología; 228 en Ciencias de la Vida y Medicina; 103 en Ciencias Naturales; 183 en Ciencias Sociales y Administración. Por disciplinas de estudio (2016):[19]
  - entre el puesto 51-100 en Arqueología; en Física y Astronomía; y en Derecho.
  - entre el puesto 101-150 en Historia; en Lenguas Modernas; en Agricultura y Ciencias Forestales; en Farmacia y Farmacología; en Psicología; en Matemáticas; en Química; en Ciencias de los Materiales; y en Geografía y Estudios Regionales.
  - entre el puesto 151-200 en Lingüística; en Filosofía; en Medicina; en Estudios Medioambientales; en Finanzas y Contabilidad; en Sociología; en Educación; y en Economía y Econometría.
  - entre el puesto 201-250 en Lengua y Literatura Inglesa; y en Ciencias Biológicas.
  - entre el puesto 251-300 en Ingeniería Eléctrica y Electrónica;
- The Times Higher Education World University Rankings (2016): Entre el puesto 351 y el 400 en el ranking mundial de universidades; Posición 71 entre las 150 mejores universidades con menos de 50 años.[20]

## Movilidad estudiantil
El Vicerrectorado de Relaciones Internacionales se encarga de promover la movilidad académica de los estudiantes mediante programas de movilidad como Erasmus, convenios internacionales, becas Banco Santander, Sicue y el Swiss mobility program. Tiene convenios con alrededor de 600 instituciones de educación alrededor del mundo, para realizar intercambios académicos de pregrado, posgrado y aprendizaje de idioma. Instituciones de alto nivel como la Universidad de Cambridge, la University College de Londres, el Imperial College London, la Universidad de Mánchester, la Universidad de Edimburgo, la Universidad de Warwick de Reino Unido, la Universidad Nacional de Singapur de Singapur, la Universidad de Toronto de Canadá, la Universidad de Nueva York y la Universidad de Colorado en Boulder de Estados Unidos, la Universidad Pierre y Marie Curie, la Universidad de París-Sur y la École polytechnique de Francia, la Universidad de Melbourne y la Universidad de Sídney de Australia, la Universidad de Heidelberg de Alemania, la Universidad Nacional de Seúl de Corea del Sur y la Universidad de Pekín, de China, la Universidad Nacional de Buenos Aires y la Universidad Nacional de Córdoba de Argentina se encuentran entre sus convenios. Los países con instituciones para efectuar estos intercambios internacionales son los siguientes:
| País                   | Número de convenios    |
| Programa Erasmus (446) | Programa Erasmus (446) |
| ---------------------- | ---------------------- |
| Alemania               | 61                     |
| Austria                | 14                     |
| Bélgica                | 27                     |
| Bulgaria               | 3                      |
| Chipre                 | 1                      |
| Croacia                | 2                      |
| Dinamarca              | 10                     |
| Eslovaquia             | 3                      |
| Eslovenia              | 1                      |
| Estonia                | 1                      |
| Finlandia              | 11                     |
| Francia                | 71                     |
| Grecia                 | 8                      |
| Países Bajos           | 17                     |
| Hungría                | 6                      |
| Irlanda                | 2                      |
| Islandia               | 1                      |
| Italia                 | 56                     |
| Letonia                | 4                      |
| Lituania               | 3                      |
| Noruega                | 7                      |
| Polonia                | 20                     |
| Portugal               | 32                     |
| Reino Unido            | 35                     |
| República Checa        | 8                      |
| Rumania                | 12                     |
| Suecia                 | 14                     |
| Turquía                | 16                     |
| Swiss Mobility Program |                        |
| Suiza                  | 9                      |

| País                              | Número de convenios            |
| Convenios Internacionales (89)    | Convenios Internacionales (89) |
| --------------------------------- | ------------------------------ |
| Australia                         | 3                              |
| Brasil                            | 7                              |
| Canadá                            | 5                              |
| Chile                             | 8                              |
| China                             | 8                              |
| Colombia                          | 2                              |
| Corea del Sur                     | 1                              |
| EAU                               | 1                              |
| Estados Unidos                    | 17                             |
| Guatemala                         | 1                              |
| India                             | 6                              |
| Japón                             | 8                              |
| Líbano                            | 1                              |
| Marruecos                         | 2                              |
| México                            | 9                              |
| Perú                              | 2                              |
| Puerto Rico                       | 1                              |
| República Dominicana              | 1                              |
| Rusia                             | 2                              |
| Singapur                          | 1                              |
| República de China                | 2                              |
| Venezuela                         | 1                              |
| Programa UAM Banco Santander (12) |                                |
| Argentina                         | 3                              |
| Brasil                            | 3                              |
| Chile                             | 2                              |
| México                            | 3                              |
| Puerto Rico                       | 1                              |
| Sicue                             |                                |
| España                            | 47                             |

## Rectores
- Luis Sánchez Agesta (1970-1972)
- Julio Rodríguez Martínez (1972-1973)
- Gratiniano Nieto Gallo (1973-1978)
- Pedro Martínez Montávez (1978-1982)
- Julio González Campos (1982-1984)
- Josefina Gómez Mendoza (1984-1985)
- Cayetano López Martínez (1985-1994)
- Raúl Villar Lázaro (1994-2002)
- Ángel Gabilondo Pujol (2002-2009)
- José María Sanz Martínez (2009-2017)
- Rafael Garesse Alarcon (2017-2021)[22]
- Amaya Mendikoetxea Pelayo (2021-actualidad)[23][24]